# Пантелија Ћургуз
Пантелија Ћургуз (Козарска Дубица, 11. септембар 1958) је српски политичар, бивши председник Борачке организације Републике Српске и пензионисани (резервни) потпуковник Војске Републике Српске.

## Биографија
Био је официр 11. дубичке бригаде, до 1994. био је командант 2. пјешадијског батаљона 11. дубичке бригаде, након чега преузме дужност начелника штаба 11. дубичке бригаде и замјеника команданта. Пантелија Ћургуз је био (резервни) потпуковник Војске Републике Српске. Био је потпредседник Српске демократске странке до 2004. године, након чега се повлачи из политике.
Поред дужности председника Борачке организације Републике Српске, обавља и дужност председника Скупштине Борачке организације Републике Српске. За председника Борачке организације Републике Српске је други пут изабран 14. јула 2010. године на изборној скупштини БОРС-а на Мраковици.